# Bactrodesmium submoniliforme
Bactrodesmium submoniliforme är en svampart som beskrevs av Hol.-Jech. 1972. Bactrodesmium submoniliforme ingår i släktet Bactrodesmium, klassen Dothideomycetes, divisionen sporsäcksvampar och riket svampar.   Inga underarter finns listade i Catalogue of Life.